# Championnat de Malte de football 1964-1965
Navigation
Saison précédente Saison suivante
La saison 1964-1965 de First Division Maltaise était la cinquantième édition de la première division maltaise.
Lors de cette saison, le Sliema Wanderers FC a conservé son titre de champion face aux six meilleurs clubs maltais lors d'une série de matchs se déroulant sur toute l'année.
Les sept clubs participants au championnat ont été confrontés à deux reprises aux six autres.
Le Sliema Wanderers FC a été sacré champion de Malte pour la dix-septième fois.
Une seule place était qualificative pour les compétitions européennes, la deuxième place étant celles du vainqueur du Trophée Rothman 1964-1965.

## Qualifications en coupe d'Europe
À l'issue de la saison, le champion a participé au 1er tour de la Coupe des clubs champions 1965-1966.
Le finaliste du Trophée Rothman, le vainqueur étant le Sliema Wanderers FC, a pris la place pour la Coupe des coupes 1965-1966.

## Les sept clubs participants
| Club                | Stade             | Capacité | Ville      |
| ------------------- | ----------------- | -------- | ---------- |
| Floriana FC         | -                 | -        | Floriana   |
| Gzira United FC     | -                 | -        | Gzira      |
| Hamrun Spartans     | Victor Tedesco    | 6 000    | Hamrun     |
| Paola Hibernians FC | Hibernians Ground | 8 000    | Paola      |
| Rabat FC            | -                 | -        | Rabat      |
| Sliema Wanderers FC | Guze Fava Ground  | 4 000    | Sliema     |
| La Vallette FC      | -                 | -        | La Valette |

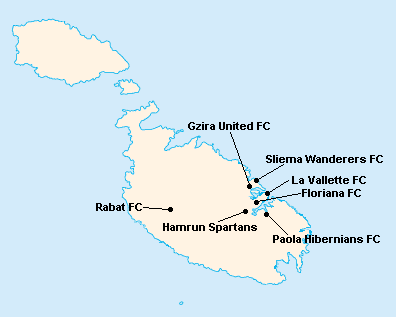
Localisation des clubs engagés dans le championnat.

L'île de Malte étant relativement petite, les clubs évoluent tous au stade National Ta'Qali (17 400 places). Certain cependant ont leur propre enceinte qu'ils peuvent éventuellement utiliser.

## Compétition

### Classement
| Rang | Équipe                      | Pts | J  | G | N | P  | Bp | Bc | Diff |
| ---- | --------------------------- | --- | -- | - | - | -- | -- | -- | ---- |
| 1    | Sliema Wanderers FC (T) (C) | 20  | 12 | 9 | 2 | 1  | 36 | 9  | +27  |
| 2    | La Vallette FC              | 18  | 12 | 8 | 2 | 2  | 42 | 6  | +36  |
| 3    | Paola Hibernians FC         | 16  | 12 | 7 | 2 | 3  | 31 | 13 | +18  |
| 4    | Floriana FC                 | 13  | 12 | 5 | 3 | 4  | 27 | 18 | +9   |
| 5    | Hamrun Spartans             | 9   | 12 | 3 | 3 | 6  | 17 | 24 | -7   |
| 6    | Gzira United FC (P)         | 6   | 12 | 3 | 0 | 9  | 12 | 30 | -18  |
| 7    | Rabat FC                    | 2   | 12 | 1 | 0 | 11 | 3  | 68 | -65  |

| Légende : Qualifications et relégations | Légende : Qualifications et relégations                                                     |
| --------------------------------------- | ------------------------------------------------------------------------------------------- |
|                                         | Coupe des clubs champions 1965-1966 (1er Tour)                                              |
|                                         | Coupe des coupes 1965-1966 (1er Tour)                                                       |
|                                         | Relégation en Second Division Maltaise                                                      |
|                                         | (T) : Tenant du titre 1963-1964 (P) : Promu en 1963-1964 (C) : Vainqueur du Trophée Rothman |

## Bilan de la saison
| Tableau d'Honneur       |                     |
| Compétition             | Vainqueur           |
| First Division Maltaise | Sliema Wanderers FC |
| Trophée Rothman         | Sliema Wanderers FC |

| Qualifications européennes 1965-1966 |                     |
| Coupe des clubs champions            | Qualifiés           |
| 1er tour                             | Sliema Wanderers FC |
| Coupe des coupes                     | Qualifiés           |
| 1er tour                             | La Vallette FC      |

| Promotions et relégations            |                          |
| Relégués en Second Division Maltaise | Gzira United FC Rabat FC |
| Promus de Second Division Maltaise   | Birkirkara FC            |